# Peltophryne gundlachi
El sapito matraca (Peltophryne gundlachi) es una especie de anuro de la familia Bufonidae.

## Distribución
Es una especie endémica de Cuba y la isla de la Juventud que habita por debajo de los 70 m de altitud. Su hábitat natural son los bosques secos y húmedos, praderas secas o inundables estacionalmente, marismas de agua dulce y áreas rocosas. Está amenazado por la pérdida de su hábitat.

## Publicación original
- Ruibal, R. 1959. Bufo gundlachi, a new species of Cuban toad. Breviora, n. 105, p. 1–14 (texto íntegro).